# برهنه در میان گرگ‌ها (فیلم ۱۹۶۳)
برهنه در میان گرگ‌ها (انگلیسی: Naked Among Wolves) فیلمی محصول سال ۱۹۶۳ آلمان شرقی به کارگردانی فرانک بایر و با بازی اروین گشونک و آرمین مولر-اشتال است.
فیلم بر اساس رمانی به همین نام، نوشته برونو آپیتس ساخته شده، از اولین آثار سینمایی در آلمان شرقی سابق است که به موضوع هولوکاست و جنبش مقاومت ضدفاشیستی می‌پردازد. این فیلم که با مشارکت آپیتس ساخته شد، در سال ۱۹۶۳ به نمایش درآمد و کارگردانی آن را فرانک بایر برعهده داشت. پرداختن به مقاومت‌های ضدفاشیستی در آن زمان هم‌خوان و هم‌مسیر با ایدئولوژی آلمان شرقی بود.